# Dinocap
Dinocap (ISO-naam) is een bestrijdingsmiddel tegen schimmels (fungicide) en mijten (acaricide). Dinocap is in werkelijkheid een mengsel van isomeren van nitrofenolderivaten met als brutoformule C18H24N2O6.
De IUPAC-naam voor dinocap is 2,6-dinitro-4-octylfenylcrotonaat en 2,4-dinitro-6-octylfenylcrotonaat (respectievelijk dinocap-4 en dinocap-6 genoemd), waarbij octyl verwijst naar een mengsel van 1-methylheptyl-, 1-ethylhexyl- en 1-propylpentylgroepen. De meest actieve component hiervan is (RS)-2,6-dinitro-4-(1-methylheptyl)-fenylcrotonaat, die de ISO-naam meptyldinocap heeft gekregen.
Dinocap werd voor het eerst gebruikt in de late jaren 50 van de 20e eeuw. Het wordt aangebracht op het blad ter bestrijding van meeldauw op fruit, groenten en sierteelten. Het wordt (in de Verenigde Staten) echter voornamelijk gebruikt ter bestrijding van mijten op appel- en perenbomen.
Handelsnamen van producten die dinocap bevatten zijn onder andere Arathane, Caprane, Crotothane en Karathane.

## Regelgeving
In de Verenigde Staten heeft de EPA (Environmental Protection Agency) in 1989 de voorwaarden voor de toelating van dinocap verstrengd nadat gebleken was dat Karathane (een product van Rohm and Haas met dinocap als actieve stof) geboorteafwijkingen veroorzaakte bij konijnen die tijdens de zwangerschap het product oraal kregen toegediend. De verstrengingen hadden onder meer betrekking op de toegelaten dosis en de noodzaak van beschermende kledij en aangepaste uitrusting bij het gebruik van het product.
Dinocap was een van de actieve stoffen die door de Europese Commissie in 1992 werden aangewezen om onderzocht te worden met het oog op hun opneming in de lijst van toegelaten stoffen (de bijlage I bij de richtlijn 91/414/EEG van de Raad van 15 juli 1991 betreffende het op de markt brengen van gewasbeschermingsmiddelen). Dit onderzoek naar de mogelijke effecten van dinocap op mens en milieu werd uitgevoerd met Oostenrijk als rapporterend land. Op basis hiervan werd dinocap, onder strikte voorwaarden gelet op het gevaarlijke karakter van de stof, toegelaten vanaf 1 januari 2007. Deze richtlijn stelt dat dinocap alleen mag worden gebruikt als fungicide bij de teelt van wijndruiven. De maximale dosis is 0,21 kg werkzame stof per hectare per toediening. Het sproeien vanuit de lucht, de toediening met behulp van druk- en rugspuiten door particuliere gebruikers, en het gebruik door hobbytelers is niet toegelaten. Daarnaast moeten maatregelen genomen worden om te vermijden dat de stof in het oppervlaktewater terechtkomt of in contact komt met vogels of zoogdieren. Blootstelling van de gebruikers aan de stof moet vermeden worden door bijvoorbeeld geschikte beschermende kledij te dragen. Bovendien moeten de houders van een toelating elk jaar verslag uitbrengen over gezondheidsproblemen bij gebruikers van dinocap.

## Toxicologie en veiligheid
Dinocap is irriterend voor de huid. Herhaaldelijke blootstelling kan de huid gevoelig maken. Het kan worden opgenomen in het lichaam door inademing van de aerosol (bij het sproeien) of door inslikken. Tijdens dierproeven is vastgesteld dat deze stof mogelijk misvormingen veroorzaakt bij pasgeborenen. Daarom is de stof in de Europese Unie ingedeeld als voor de voortplanting giftige stof, categorie 2. De stof is ook giftig voor waterorganismen en vogels.